# Ясинец
Ясинец е село в Ровненска област, Украйна.
Населението е 544 души. Селището е основано през 1610 г.

## География
Селото е разположено в Полесия.